# 小西墙

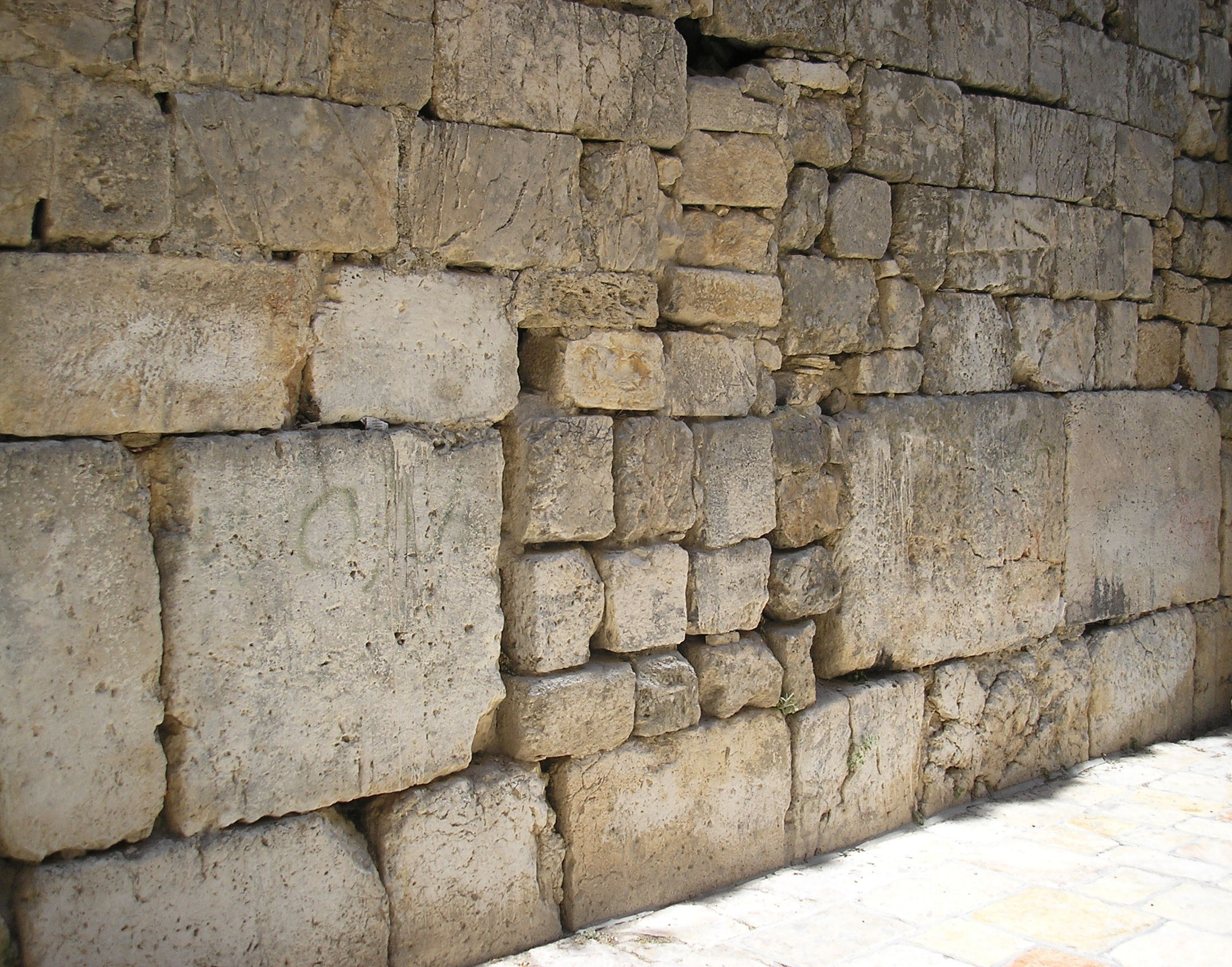

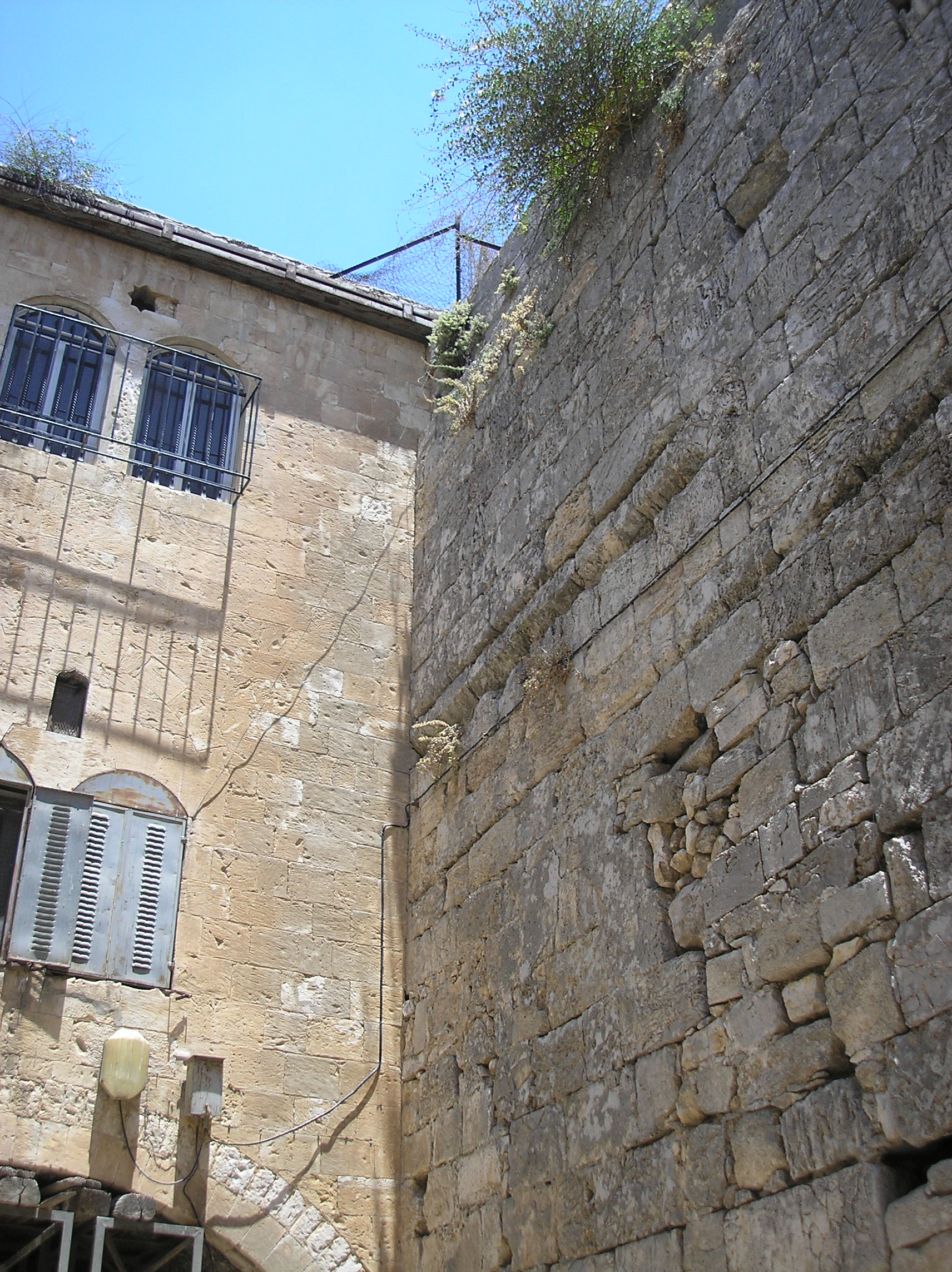

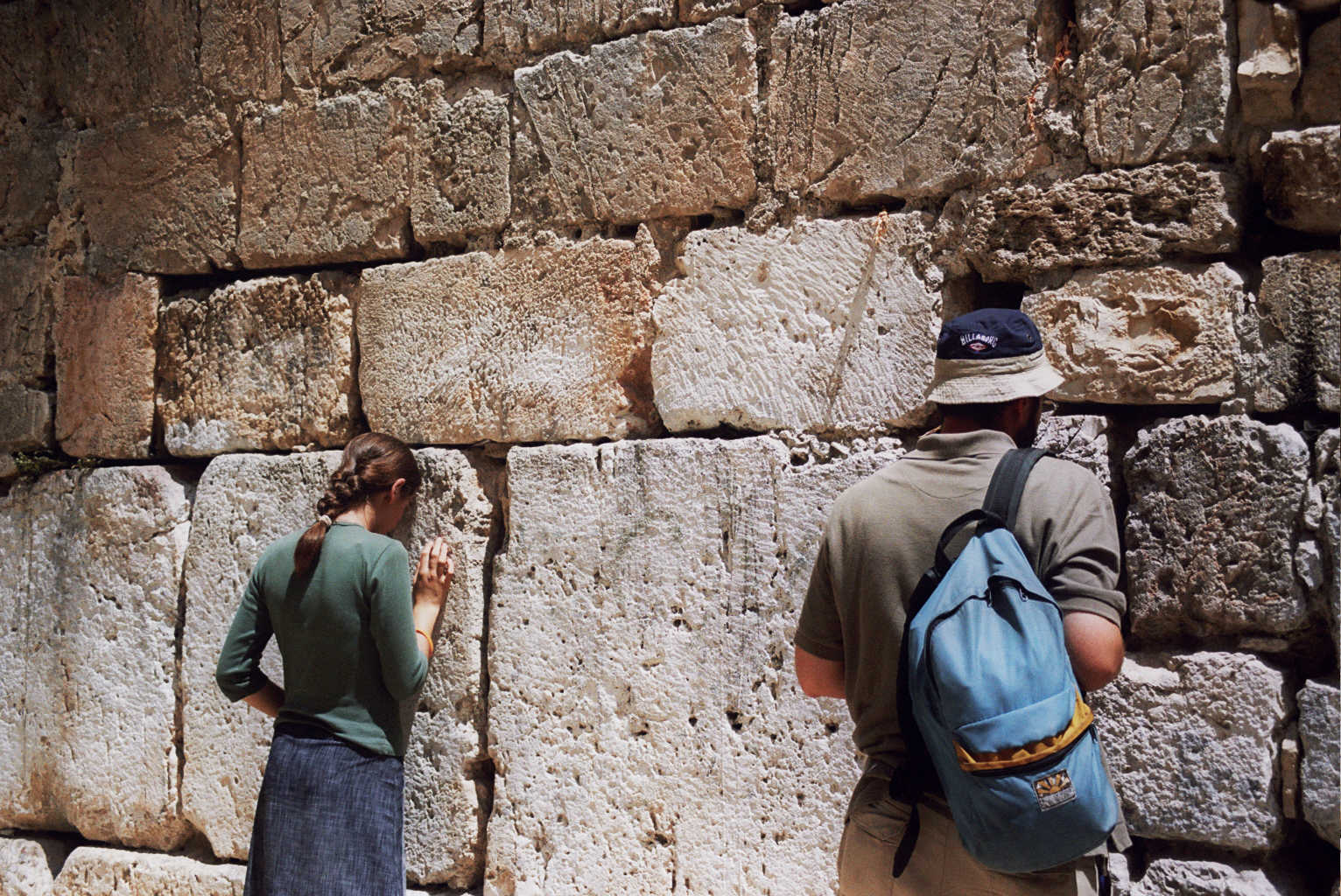
一男一女在小西墙祷告

小西墙（Little Western Wall）, 又名HaKotel HaKatan（或简称为Kotel Katan）、Small Kotel,（希伯來語：‎）是犹太人的宗教场所，位于耶路撒冷旧城的穆斯林区，靠近圣殿山的铁门。这段墙可追溯到第二圣殿时期（前516年–公元70年）。它是較大面積的西墙的延伸，几乎正好面对至圣所。小西墙并不像較大面積的西墙那样知名，也没有那么拥挤。。这一段墙由于非常接近至圣所，具有深厚的属灵意义。但是，它并不是最接近至圣所的位置，因为西墙隧道中，有一處直接面对至圣所。

## 尺寸
与较著名的西墙不同，小西墙没有面对大广场，只有一条狭窄的小巷。所以，它类似于1967年六日战争之前，还没有西墙广场之前的哭墙的情况。小西墙只有最低的两排石头可以追溯到第二圣殿时期。这里的石头与西墙上的那些石头不同，并没有被数百万崇拜者的触摸而磨得光滑。

## 历史
里巴特·库尔德（Ribat Kurd）的院子在小西墙边上，这是一个穆斯林朝圣旅馆，由嘉拉溫苏丹的一名 马穆鲁克Sayf al-Din Kurd al-Mansuri建于1293年或96年 建筑的入口和通道是最初的，但其他部分是后来建的。
因为小西墙比西墙更接近至圣所的所在地，所以它对于希望继续在此祈祷的犹太人具有重要意义。

## 新闻事件
2006年吹角节，一个年轻的犹太男孩因在该墙吹羊角号（一種猶太教的樂器）而被捕。该区的穆斯林居民向警方投诉男孩破坏安寧，警方警告他不要在该地区吹羊角号，並请他前往西墙广场繼續。該男孩拒绝服从警察的命令，继续在小西墙吹羊角号。警察逮捕了男孩並没收他的羊角号；之後警方向男孩問話三个小时後釋放他，但並未歸還羊角号，並告诫他15天内不得访问该区。该男孩随后起诉警察非法逮捕和偷窃羊角号。2012年，耶路撒冷治安法院判决男孩敗訴，认为警察的行为“合法”。